# Cara maestra
Cara maestra è un brano musicale scritto e cantato nel 1962 dal cantante italiano Luigi Tenco.
Fu pubblicato per la prima volta sul vinile a 33 giri Luigi Tenco, successivamente fu ripubblicato nel 1967 nel 45 giri, contenente sul Lato A Se stasera sono qui.

## Storia e contenuto
(Luigi Tenco, durante il dibattito sul tema "La canzone di protesta" al Beat 72 di Roma nel novembre 1966.)
Il brano era stato incluso nel suo primo 33 giri, uscito nel novembre 1962, in cui troviamo Mi sono innamorato di te e Angela. A causa del brano Cara maestra il disco fu "censurato", in particolare per la parte di testo che critica esplicitamente la chiesa. Pochi giorni più tardi uscì un 45 giri contenente le prime due canzoni Mi sono innamorato di te/Angela. Si lacera intanto il rapporto con la casa discografica Ricordi, infatti l'album successivo lo pubblica con la Jolly.
Nel docufilm del 1977 di Paolo Poeti, Vedrai che cambierà, è stata ricostruita la seduta della commissione d'ascolto che avrebbe bocciato il brano definendolo "un comizio politico".

## Altre versioni
- 1971, Nicola Di Bari nel suo album  Nicola di Bari canta Luigi Tenco
- 2011, Francesco Baccini la cantò a Roma sul palco della manifestazione in difesa della Costituzione svoltasi a piazza del Popolo. Realizzò anche una versione in studio che inserì nel suo CD album Baccini canta Tenco.
- 2012, Fonetica
- 2014, Mario Bellomare
- 2014, Roberta Giallo
- 2020, Ginevra Di Marco nell'album Quello che conta - Ginevra canta Luigi Tenco